# Elżbieta Panas
Elżbieta Panas (ur. 30 kwietnia 1958 we Wrocławiu) – polska aktorka teatralna, telewizyjna i filmowa, golfistka.

## Życiorys
Urodziła się we Wrocławiu. W 1984 została absolwentką Studia Wokalno-Aktorskiego przy Teatrze Muzycznym im. Danuty Baduszkowej w Gdyni.
Jej kariera telewizyjno-filmowa zaczęła się od roli kochanki aktora Barnaby (Ignacy Gogolewski) w komedii Sylwestera Chęcińskiego Bo oszalałem dla niej (1980) u boku Zdzisława Wardejna, Gabrieli Kownackiej i Witolda Pyrkosza. W 1981 zadebiutowała na scenie Teatru Muzycznego w Gdyni w roli terrorystki w musicalu Jarosława Kukulskiego Wielki świat. Grywała potem w Teatrze Muzycznym w Gdyni, Wrocławskim Teatrze Muzycznym i Teatrze Nowa Łódź.
W latach 80. na dużym ekranie grała tylko epizody, role kochanek, prostytutek czy barmanek. Szybko więc została zaszufladkowana jako „aktorka od odważnych scen” i stała się etatową „dziewczyną do rozbierania” polskiego kina. W dramacie Wielki Szu (1982) przypadł w udziale niewielki epizod w roli prostytutki, z którą Jurek (Andrzej Pieczyński) spędza noc, a po wszystkim zostawia ją samą w łóżku i rzuca jej na pożegnanie kilka banknotów. W komedii Jak się pozbyć czarnego kota (1984) grała postać powabnej Haliny, żony przyjaciela głównego bohatera (Zdzisław Wardejn). W kultowej komedii erotycznej Och, Karol (1985) wystąpiła w roli seksownej barmanki Basi, uległej czarowi tytułowego Karola (Jan Piechociński), któremu dała się uwieść. W horrorze o zabarwieniu erotycznym Lubię nietoperze (1985) zagrała rolę pielęgniarki, która w jednej ze scen uprawia seks z ogrodnikiem (Andrzej Grabarczyk) w oranżerii. W komedii Misja specjalna jako Hania ma odciągnąć uwagę Niemców od polskich żołnierzy, a dzięki niej udaje się obezwładnić esesmanów.
Po występie w komedii Kogel-mogel zdecydowała się jednak wyjechać do Stanów Zjednoczonych wraz z partnerem, a potem mężem Henrykiem Apostelem, piłkarzem i trenerem Reprezentacji Polski w latach 1994–1995.
W 1997 powróciła na szklany ekran w telenoweli TVP1 Klan jako Jolanta, wspólniczka Moniki Ross i Gabrieli Wilczyńskiej. Oprócz tego wystąpiła w takich serialach jak M jak miłość, Samo życie, Na dobre i na złe, Plebania, Ojciec Mateusz, Komisarz Alex i Nad rozlewiskiem, Lekarze, Na noże czy Na Wspólnej.
Jest wielką pasjonatką i popularyzatorką golfa, prezesem Polskiego Stowarzyszenia Golfa Kobiet.
Wygrała turniej Dr Irena Eris Otwarte Mistrzostwa Polski Kobiet w Golfie, który odbył się w dniach 9-11 czerwca 2011 w klubie Mazury Golf & Country Club w Naterkach, zdobywając prestiżowy tytuł Międzynarodowej Mistrzyni Polski Seniorek i pokonując wszystkie rywalki w swojej kategorii wiekowej.

## Filmografia
- Bo oszalałem dla niej (1980)
- Wielki Szu (1982)
- Piętno (1983)
- Och, Karol (1985)
- Misja specjalna (film) (1987)
- Sonata marymoncka (1987)
- Klan (serial TV) (2003–2006 (jako Jolanta Tomczak), od 2020 jako Hrabina Pąk)
- Samo życie (serial TV) (2002–2006)
- Vinci (2004)
- Na dobre i na złe (serial TV) (2006)
- Ratownicy (2010) pielęgniarka
- Komisarz Alex (2011) – pani Litwin (odc. 3)
- Lekarze (2014) − Grażyna Stachowska, wiceprezydent Torunia (odc. 64 i 65)